# Словаччина на зимових Олімпійських іграх 2018
Словаччина на зимових Олімпійських іграх 2018, які проходили з 9 по 25 лютого в Пхьончхані (Південна Корея), була представлена 56 спортсменами (41 чоловіком та 15 жінками) у 7 видах спорту. Прапороносцем на церемонії відкриття Олімпійських ігор була гірськолижниця Вероніка Велез-Зузулова, а на церемонії закриття — інша гірськолижниця Петра Влгова.
Словацькі спортсмени вибороли 3 медалі — 1 срібну та 2 срібні (всі медалі здобула біатлоністка Анастасія Кузьміна). Олімпійська збірна Словаччини зайняла 17 загальнокомандне місце.

## Медалісти
| Медалі | Спортсмени         | Вид спорту | Дисципліна                   | Дата      |
| ------ | ------------------ | ---------- | ---------------------------- | --------- |
| Золото | Анастасія Кузьміна | Біатлон    | мас-старт (жінки)            | 17 лютого |
| Срібло | Анастасія Кузьміна | Біатлон    | гонка переслідування (жінки) | 12 лютого |
| Срібло | Анастасія Кузьміна | Біатлон    | індивідуальна гонка (жінки)  | 15 лютого |

## Спортсмени
| Вид спорту          | Чоловіки | Жінки | Всього |
| ------------------- | -------- | ----- | ------ |
| Біатлон             | 5        | 5     | 10     |
| Гірськолижний спорт | 3        | 4     | 7      |
| Лижні перегони      | 3        | 2     | 5      |
| Санний спорт        | 4        | 1     | 5      |
| Сноубординг         | 0        | 1     | 1      |
| Фігурне катання     | 1        | 2     | 3      |
| Хокей               | 25       | 0     | 25     |
| Усього              | 41       | 15    | 56     |

## Біатлон
| Спортсмен                                                           | Дисципліна                     | Час       | Промахів     | Місце |
| ------------------------------------------------------------------- | ------------------------------ | --------- | ------------ | ----- |
| Шімон Бартко                                                        | спринт, чоловіки               | 26:18.4   | 5 (2+3)      | 74    |
| Томаш Гасілла                                                       | спринт, чоловіки               | 26:10.4   | 3 (1+2)      | 70    |
| Томаш Гасілла                                                       | індивідуальна гонка, чоловіки  | 58:55.2   | 9 (3+1+3+2)  | 86    |
| Матей Казар                                                         | спринт, чоловіки               | 22:33.7   | 1 (0+1)      | 22    |
| Матей Казар                                                         | гонка переслідування, чоловіки | 36:42.4   | 5 (1+2+1+1)  | 31    |
| Матей Казар                                                         | індивідуальна гонка, чоловіки  | 51:52.4   | 2 (0+1+1+0)  | 34    |
| Мартін Отченаш                                                      | спринт, чоловіки               | 25:39.7   | 4 (0+4)      | 52    |
| Мартін Отченаш                                                      | гонка переслідування, чоловіки | 36:22.5   | 3 (0+0+3+0)  | 27    |
| Мартін Отченаш                                                      | індивідуальна гонка, чоловіки  | 57:16.0   | 5 (1+2+0+2)  | 84    |
| Міхал Шіма                                                          | індивідуальна гонка, чоловіки  | 57:52.3   | 6 (1+1+2+2)  | 85    |
| Шімон Бартко Томаш Гасілла Матей Казар Мартін Отченаш               | естафета, чоловіки             | Lapped    | 16 (10+6)    | 18    |
| Івона Фіалкова                                                      | спринт, жінки                  | 24:48.6   | 5 (2+3)      | 74    |
| Івона Фіалкова                                                      | індивідуальна гонка, жінки     | 48:04.4   | 6 (1+1+1+3)  | 64    |
| Пауліна Фіалкова                                                    | спринт, жінки                  | 21:56.8   | 1 (1+0)      | 11    |
| Пауліна Фіалкова                                                    | гонка переслідування, жінки    | 34:33.6   | 8 (2+2+2+2)  | 38    |
| Пауліна Фіалкова                                                    | індивідуальна гонка, жінки     | 42:09.5   | 1 (1+0+0+0)  | 5     |
| Пауліна Фіалкова                                                    | мас-старт, жінки               | 37:52.6   | 4 (1+2+0+1)  | 21    |
| Анастасія Кузьміна                                                  | спринт, жінки                  | 22:00.1   | 3 (2+1)      | 13    |
| Анастасія Кузьміна                                                  | гонка переслідування, жінки    | 31:04.7   | 4 (0+1+2+1)  | 2     |
| Анастасія Кузьміна                                                  | індивідуальна гонка, жінки     | 41:31.9   | 2 (0+1+1+0)  | 2     |
| Анастасія Кузьміна                                                  | мас-старт, жінки               | 35:23.0   | 1 (0+0+0+1)  | 1     |
| Терезія Полякова                                                    | спринт, жінки                  | 25:32.2   | 5 (1+4)      | 83    |
| Терезія Полякова                                                    | індивідуальна гонка, жінки     | 54:46.3   | 10 (1+4+3+2) | 87    |
| Пауліна Фіалкова Анастасія Кузьміна Терезія Полякова Івона Фіалкова | естафета, жінки                | 1:12:41.8 | 10 (3+7)     | 5     |
| Пауліна Фіалкова Матей Казар Анастасія Кузьміна Мартін Отченаш      | змішана естафета               | Lapped    | 14 (10+4)    | 20    |

## Гірськолижний спорт
| Спортсмен               | Змагання                     | Спуск 1       | Спуск 1       | Спуск 2       | Спуск 2       | Разом         | Разом         |
| Спортсмен               | Змагання                     | Час           | Місце         | Час           | Місце         | Час           | Місце         |
| ----------------------- | ---------------------------- | ------------- | ------------- | ------------- | ------------- | ------------- | ------------- |
| Матей Фалат             | комбінація, чоловіки         | 1:23.21       | 53            | не фінішував  | не фінішував  | не фінішував  | не фінішував  |
| Матей Фалат             | гігантський слалом, чоловіки | 1:14.99       | 49            | 1:19.79       | 61            | 2:34.78       | 50            |
| Матей Фалат             | слалом, чоловіки             | 51.86         | 32            | не фінішував  | не фінішував  | не фінішував  | не фінішував  |
| Адам Жампа              | комбінація, чоловіки         | 1:23.02       | 51            | 48.08         | 9             | 2:11.10       | 22            |
| Адам Жампа              | гігантський слалом, чоловіки | 1:11.40       | 26            | 1:10.46       | 13            | 2:21.86       | 25            |
| Адам Жампа              | слалом, чоловіки             | 49.91         | 24            | 52.36         | 26            | 1:42.27       | 23            |
| Андреас Жампа           | супергігант, чоловіки        | Н/Д           | Н/Д           | Н/Д           | Н/Д           | 1:28.89       | 39            |
| Андреас Жампа           | гігантський слалом, чоловіки | 1:10.61       | 18            | не фінішував  | не фінішував  | не фінішував  | не фінішував  |
| Андреас Жампа           | слалом, чоловіки             | 54.15         | 39            | 59.43         | 36            | 1:53.58       | 35            |
| Барбара Канторова       | швидкісний спуск, жінки      | Н/Д           | Н/Д           | Н/Д           | Н/Д           | 1:45.99       | 29            |
| Барбара Канторова       | супергігант, жінки           | Н/Д           | Н/Д           | Н/Д           | Н/Д           | 1:25.30       | 35            |
| Барбара Канторова       | комбінація, жінки            | 1:45.58       | 21            | 44.36         | 18            | 2:29.94       | 18            |
| Барбара Канторова       | гігантський слалом, жінки    | 1:17.74       | 42            | 1:15.20       | 41            | 2:32.94       | 41            |
| Барбара Канторова       | слалом, жінки                | 54.62         | 40            | 53.81         | 34            | 1:48.43       | 34            |
| Соня Моравчикова        | гігантський слалом, жінки    | 1:17.88       | 43            | 1:14.11       | 34            | 2:31.99       | 37            |
| Соня Моравчикова        | слалом, жінки                | не фінішувала | не фінішувала | не фінішувала | не фінішувала | не фінішувала | не фінішувала |
| Вероніка Велез-Зузулова | слалом, жінки                | 51.46         | 21            | 50.61         | 16            | 1:42.07       | 17            |
| Петра Влгова            | швидкісний спуск, жінки      | Н/Д           | Н/Д           | Н/Д           | Н/Д           | не фінішувала | не фінішувала |
| Петра Влгова            | супергігант, жінки           | Н/Д           | Н/Д           | Н/Д           | Н/Д           | 1:24.26       | 32            |
| Петра Влгова            | комбінація, жінки            | 1:42.58       | 13            | 40.41         | 2             | 2:22.99       | 5             |
| Петра Влгова            | гігантський слалом, жінки    | 1:11.71       | 12            | 1:10.42       | 21            | 2:22.13       | 13            |
| Петра Влгова            | слалом, жінки                | 51.12         | 12            | 50.46         | 14            | 1:41.58       | 13            |

Змішані команди
| Спортсмени                                                                                             | Дисципліна | 1/16                  | Чвертьфінал        | Півфінал           | Фінал              | Фінал      |
| Спортсмени                                                                                             | Дисципліна | Суперник Результат    | Суперник Результат | Суперник Результат | Суперник Результат | Місце      |
| --- | ---------- | --------------------- | ------------------ | ------------------ | ------------------ | ---------- |
| - Соня Моравчикова - Вероніка Велез-Зузулова - Петра Влгова - Матей Фалат - Адам Жампа - Андреас Жампа | команди    | Німеччина (GER) L 2–2 | не пройшли         | не пройшли         | не пройшли         | не пройшли |

## Лижні перегони
Дистанція
| Спортсмени       | Дисципліни                        | Фінал        | Фінал        | Фінал        |
| Спортсмени       | Дисципліни                        | Час          | Відставання  | Місце        |
| ---------------- | --------------------------------- | ------------ | ------------ | ------------ |
| Петер Млинар     | 15 км, вільним стилем, чоловіки   | 37:46.2      | +4:02.3      | 67           |
| Петер Млинар     | 50 км, класичним стилем, чоловіки | 2:26:14.7    | +17:52.6     | 51           |
| Андрей Сегеч     | 15 км, вільним стилем, чоловіки   | 39:13.4      | +5:29.5      | 87           |
| Андрей Сегеч     | 50 км, класичним стилем, чоловіки | 2:27:44.3    | +19:22.2     | 53           |
| Мирослав Шулек   | 15 км, вільним стилем, чоловіки   | 38:44.0      | +5:00.1      | 80           |
| Мирослав Шулек   | 50 км, класичним стилем, чоловіки | не фінішував | не фінішував | не фінішував |
| Алена Прохазкова | 10 км, вільним стилем, жінки      | 28:59.5      | +3:59.0      | 58           |
| Алена Прохазкова | 30 км, класичним стилем, жінки    | 1:36:50.0    | +14:32.4     | 36           |

Спринт
| Спортсмен                           | Дисципліна                 | Кваліфікація | Кваліфікація | Чвертьфінал | Чвертьфінал | Півфінал   | Півфінал   | Фінал      | Фінал      |
| Спортсмен                           | Дисципліна                 | Результат    | Місце        | Результат   | Місце       | Результат  | Місце      | Результат  | Місце      |
| ----------------------------------- | -------------------------- | ------------ | ------------ | ----------- | ----------- | ---------- | ---------- | ---------- | ---------- |
| Петер Млинар                        | спринт, чоловіки           | 3:16.82      | 25 Q         | 3:15.77     | 5           | не пройшов | не пройшов | не пройшов | не пройшов |
| Андрей Сегеч                        | спринт, чоловіки           | 3:24.84      | 56           | не пройшов  | не пройшов  | не пройшов | не пройшов | не пройшов | не пройшов |
| Мирослав Шулек                      | спринт, чоловіки           | 3:28.74      | 61           | не пройшов  | не пройшов  | не пройшов | не пройшов | не пройшов | не пройшов |
| Петер Млинар Андрей Сегеч           | командний спринт, чоловіки | Н/Д          | Н/Д          | Н/Д         | Н/Д         | 17:34.12   | 11         | не пройшли | не пройшли |
| Барбора Клементова                  | спринт, жінки              | 3:38.00      | 53           | не пройшла  | не пройшла  | не пройшла | не пройшла | не пройшла | не пройшла |
| Алена Прохазкова                    | спринт, жінки              | 3:24.61      | 31           | не пройшла  | не пройшла  | не пройшла | не пройшла | не пройшла | не пройшла |
| Барбора Клементова Алена Прохазкова | командний спринт, жінки    | Н/Д          | Н/Д          | Н/Д         | Н/Д         | 17:52.14   | 9          | не пройшли | не пройшли |

## Санний спорт
| Спортсмени                                                      | Дисципліни              | Спуск 1 | Спуск 1 | Спуск 2 | Спуск 2 | Спуск 3 | Спуск 3 | Разом    | Разом |
| Спортсмени                                                      | Дисципліни              | Час     | Місце   | Час     | Місце   | Час     | Місце   | Час      | Місце |
| --------------------------------------------------------------- | ----------------------- | ------- | ------- | ------- | ------- | ------- | ------- | -------- | ----- |
| Йозеф Нініс                                                     | одиночні сани, чоловіки | 47.833  | 7       | 50.014  | 37      | 48.095  | 21      | 2:25.942 | 25    |
| Якуб Шімоняк                                                    | одиночні сани, чоловіки | 51.724  | 38      | 48.690  | 30      | 48.522  | 27      | 2:28.936 | 35    |
| Марек Солчанський Карол Стухляк                                 | пари, чоловіки          | 46.780  | 15      | 46.811  | 17      | Н/Д     | Н/Д     | 1:33.591 | 17    |
| Катаріна Шімонякова                                             | одиночні сани, жінки    | 47.428  | 24      | 47.606  | 25      | 47.538  | 23      | 2:22.572 | 23    |
| Катаріна Шімонякова Йозеф Нініс Марек Солчанський Карол Стухляк | змішана естафета        | 48.032  | 11      | 49.326  | 11      | 49.635  | 10      | 2:26.993 | 11    |

## Сноубординг
Фрістайл
| Спортсмени      | Дисципліна        | Кваліфікація | Кваліфікація | Кваліфікація        | Кваліфікація | Фінал      | Фінал      | Фінал      | Фінал               | Фінал      |
| Спортсмени      | Дисципліна        | Спуск 1      | Спуск 2      | Найкращий результат | Місце        | Спуск 1    | Спуск 2    | Спуск 3    | Найкращий результат | Місце      |
| --------------- | ----------------- | ------------ | ------------ | ------------------- | ------------ | ---------- | ---------- | ---------- | ------------------- | ---------- |
| Клаудія Медлова | біг-ейр, жінки    | 30.75        | 50.50        | 50.50               | 23           | не пройшла | не пройшла | не пройшла | не пройшла          | не пройшла |
| Клаудія Медлова | слоупстайл, жінки | Canceled     | Canceled     | Canceled            | Canceled     | 26.16      | 34.00      | Canceled   | 34.00               | 24         |

## Фігурне катання
| Спортсмени                     | Дисципліна               | SP/SD | SP/SD | FS/FD  | FS/FD | Разом  | Разом |
| Спортсмени                     | Дисципліна               | Бали  | Місце | Бали   | Місце | Бали   | Місце |
| ------------------------------ | ------------------------ | ----- | ----- | ------ | ----- | ------ | ----- |
| Ніколь Раїчова                 | одиночні змагання, жінки | 60.59 | 13 Q  | 114.60 | 15    | 175.19 | 14    |
| Луція Мислівечкова Лукаш Цоллі | танці на льоду           | 59.75 | 19    | 82.82  | 20    | 142.57 | 20    |

## Хокей

### Чоловічий турнір
Груповий етап
| Поз | Команда                      | М | В | ВО | ПО | П | ГЗ | ГП | Різ | О | Кваліфікація |
| --- | ---------------------------- | - | - | -- | -- | - | -- | -- | --- | - | ------------ |
| 1   | Спортсмени-олімпійці з Росії | 3 | 2 | 0  | 0  | 1 | 14 | 5  | +9  | 6 | Чвертьфінал  |
| 2   | Словенія                     | 3 | 0 | 2  | 0  | 1 | 8  | 12 | −4  | 4 | 1/8 фіналу   |
| 3   | США                          | 3 | 1 | 0  | 1  | 1 | 4  | 8  | −4  | 4 | 1/8 фіналу   |
| 4   | Словаччина                   | 3 | 1 | 0  | 1  | 1 | 6  | 7  | −1  | 4 | 1/8 фіналу   |

1. 1 2 3  Словенія 4 Очк; США 4 Очк; Словаччина 1 Очк. Словенія обіграла США 3–2 в овертаймі.

Результати матчів
| Дата       | Команда                      | Рахунок      | Команда                      |
| ---------- | ---------------------------- | ------------ | ---------------------------- |
| 14.02.2018 | Словаччина                   | 3 : 2        | Спортсмени-олімпійці з Росії |
| 14.02.2018 | США                          | 2 : 3        | Словенія                     |
| 16.02.2018 | США                          | 2 : 1        | Словаччина                   |
| 16.02.2018 | Спортсмени-олімпійці з Росії | 8 : 2        | Словенія                     |
| 17.02.2018 | Спортсмени-олімпійці з Росії | 4 : 0        | США                          |
| 17.02.2018 | Словенія                     | 3 : 2 (бул.) | Словаччина                   |

Класифікація плей-оф
| 20 лютого 2018 12:10 | США | 5–1 (0–0, 3–1, 2–0) | Словаччина | Хокейний центр Каннин 6,391 глядачів |

| звіт | звіт                              | звіт  | звіт | звіт |
| ---- | --------------------------------- | ----- | ---- | ---- |
|      |                                   |       |      |      |
|      |                                   |       |      |      |
|      | голи:                             |       |      |      |
|      | 1–0 / 2–0 / 3–0 / 3–1 / 4–1 / 5–1 |       |      |      |
|      |                                   |       |      |      |
|      |                                   |       |      |      |
|      |                                   |       |      |      |
| 8 хв | Штраф                             | 33 хв |      |      |
|      |                                   |       |      |      |
|      | 33                                | кидки | 23   |      |

Збірна Словаччини зайняла 11 місце.